# Seznam děkanů Fakulty technologické Univerzity Tomáše Bati ve Zlíně
Toto je seznam děkanů Fakulty technologické Univerzity Tomáše Bati ve Zlíně.
1. Josef Borkovec (1969–1970)
2. Milan Mládek (1970–1985)
3. Antonín Klásek (1985–1989)
4. Petr Sáha (1990–1997)
5. Jiří Dostál (1997–2003)[2]
6. Josef Šimoník (2003–2006)[3][4]
7. Ignác Hoza (2006–2007)[5]
8. Petr Hlaváček (2007–2011)[6]
9. Roman Čermák (2011–2015)[7]
10. František Buňka (2015–2018)[8]
11. Roman Čermák (od 2018)[9]